# 北約軍事委員會主席
北大西洋公約組織軍事委員會主席負責就軍事政策和戰略向北大西洋理事會（NAC）提供建議。 
北約軍事委員會主席是北約的軍事發言人和北約秘書長的首席顧問。
主席是北约最高官員之一，僅次於秘書長和歐洲盟軍最高指揮官，由副主席協助，並作為軍事委員會協調核生化事務的主要負責人。
職位最初命名「Chairman」(主要指男性) ，於2021年重新命名「 Chair 」，以反映該職位的性別中立性。
現任主席是意大利軍隊前國防參謀長朱塞佩·卡波·德拉戈內海軍上將，於2025年1月17日上任。

## 起源
根據《北大西洋公約》第9條和1949年在華盛頓舉行的第一次理事會會議上的安排，迅速成立軍事委員會。
軍事委員會為北約最高軍事指揮機構，下轄歐洲盟軍最高司令部、美國─加拿大區域聯合防空計劃小組等，軍委會每年開會兩至三次，負責就北約防務問題向部長理事會和防務計劃委員會提出建議，其主席由軍委會成員選定，任期兩到三年。除法國、西班牙和冰島外，所有成員國都指派一些本國軍隊由北約統一指揮。

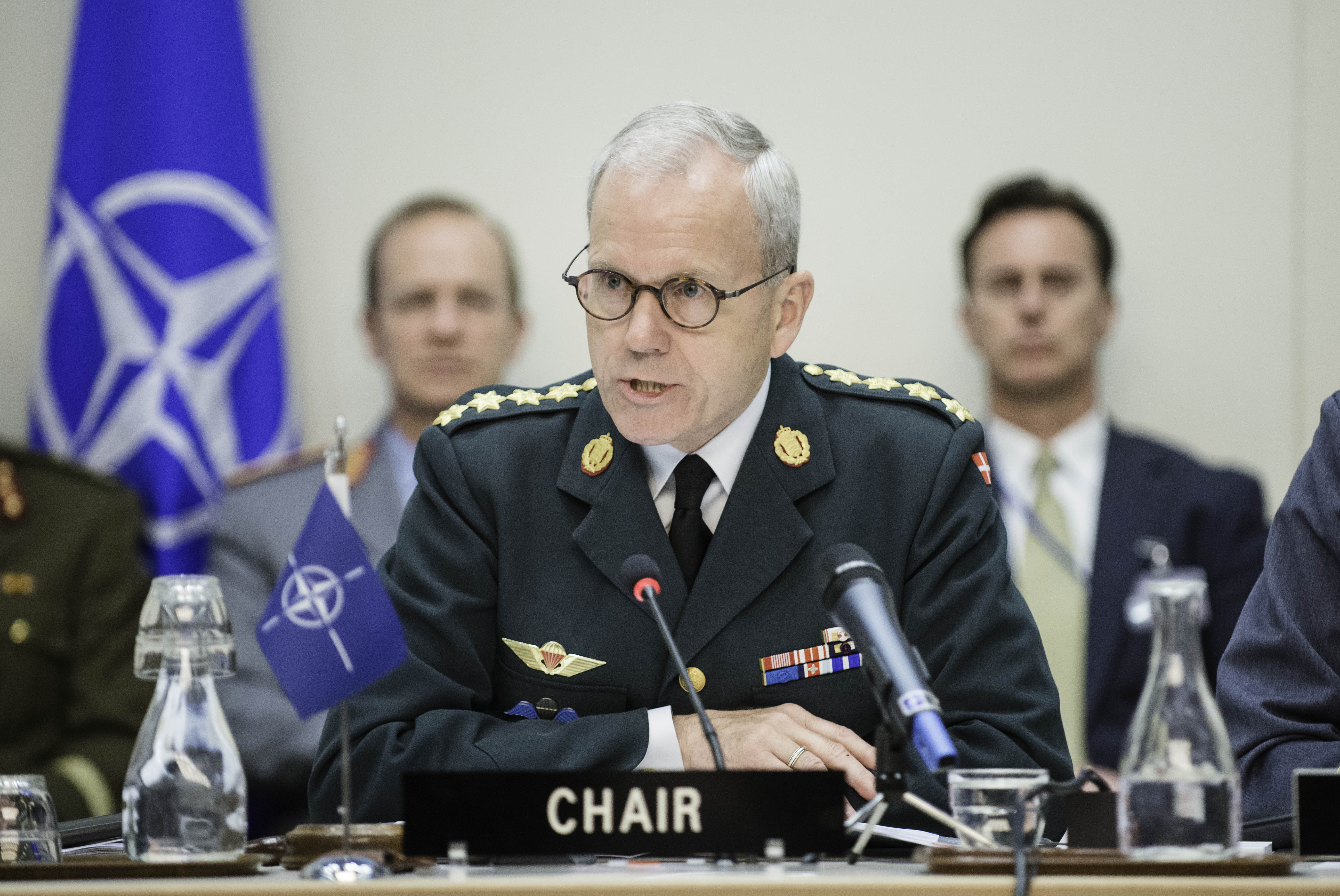
2014 年的克努德·巴特爾斯將軍

另外兩個位於華盛頓的小組直接隸屬於軍事委員會：
- 常務組，執行機構，負責軍委會日常事務。
- 軍事代表委員會，成立於 1950 年底，旨在確保常設小組與成員國之間的信息和觀點交流。

## 約定
軍事委員會主席由北約各成員國國防部長投票產生，任期三年。參選人必須在本國出任國防部長或同等職位，並且是四星或同等級別的將領。
軍事委員會主席主持所有會議並以國際身份行事。缺席時，由軍事委員會副主席代行主席職務。

## 列表
自北約成立以來的軍事委員會主席：

### 北約軍事委員會參謀長會議(1949–1963)
| 任次 | 照片                   | 北約軍事委員會主席                                                 | 就职          | 离职         | 任职时间 | Defence branch | 國籍   |
| ---- | ---------------------- | ------------------------------------------------------------------ | ------------- | ------------ | -------- | -------------- | ------ |
| 1    | 奧馬爾·布拉德利        | 將軍 奧馬爾·布拉德利 (Omar Bradley) （1893–1981）                  | 1949年10月5日 | 1951年4月2日 | 1年5个月 | 美国陆军       | 美国   |
| 2    | 艾蒂安·貝勒            | 少將 艾蒂安·貝勒 (Etienne Baele) （1891–1975）                     | 1951年4月2日  | 1952         | 6個月    | 比利时地面部队 | 比利时 |
| 3    | 查尔斯·福尔克斯        | 將軍 查尔斯·福尔克斯 (Charles Foulkes) （1903–1969）               | 1952          | 1953         | 1年      | 加拿大陸軍     | 加拿大 |
| 4    | 埃哈德 J.C. 奎斯特加德 | 上將 埃哈德 J.C. 奎斯特加德 (Erhard J.C. Qvistgaard) （1898–1980） | 1953          | 1954         | 1年      | 丹麦皇家海军   | 丹麦   |
| 5    | 奧古斯丁·紀堯姆        | 將軍 奧古斯丁·紀堯姆 (Augustin Guillaume) （1895–1983）            | 1954          | 1955         | 1年      | 法國陸軍       | 法國   |
| 6    | 斯蒂利亞諾斯·帕利斯    | 將軍 斯蒂利亞諾斯·帕利斯 (Stylianos Pallis)                        | 1955          | 1956         | 1年      | 希腊陆军       | 希腊   |
| 7    | 朱塞佩·曼奇內利        | 將軍 朱塞佩·曼奇內利 (Giuseppe Mancinelli) （1895–1976）           | 1956          | 1957年1月1日 | 1年      | 意大利陆军     | 義大利 |
| 8    | 本·哈塞爾曼            | 將軍 本·哈塞爾曼 (Ben Hasselman) （1898–1984）                     | 1957年1月1日  | 1958年2月1日 | 1年1个月 | 荷蘭           | 荷蘭   |
| 9    | 比亞恩·歐恩            | 少將 比亞恩·歐恩 (Bjarne Øen) （1898–1994）                        | 1958年2月1日  | 1959         | 1年      | 挪威           | 挪威   |
| 10   | JA·貝萊扎·費拉茲       | 將軍 JA·貝萊扎·費拉茲 (J. A. Beleza Ferraz) （1901–?）             | 1959          | 1960         | 1年      | 葡萄牙         | 葡萄牙 |
| 11   | 魯斯圖·埃爾德爾洪      | 將軍 魯斯圖·埃爾德爾洪 (Rüştü Erdelhun) （1894–1983）              | 1960年2月23日 | 1960年6月3日 | 3个月    | 土耳其         | 土耳其 |
| 12   | 路易·蒙巴頓            | 海軍元帥 路易·蒙巴頓 (Louis Mountbatten) （1900–1979）             | 1960年6月3日  | 1961年6月    | 1年      | 英國皇家海軍   | 英国   |
| 13   | 萊曼·萊姆尼策          | 將軍 萊曼·萊姆尼策 (Lyman Lemnitzer) （1899–1988）                 | 1961年6月     | 1962         | 1年      | 美国陆军       | 美国   |
| 14   | 查爾斯·保羅·德·庫蒙    | 少將 查爾斯·保羅·德·庫蒙 (Charles Paul de Cumont) （1902–1990）    | 1962          | 1963年12月   | 1年      | 比利时地面部队 | 比利时 |

### 北約軍事委員會常設會議 (1958–1963)
| 任次 | 照片          | 北約軍事委員會主席                                 | 就职         | 离职       | 任职时间 | Defence branch   | 國籍 |
| ---- | ------------- | -------------------------------------------------- | ------------ | ---------- | -------- | ---------------- | ---- |
| 1    | 本·哈塞爾曼   | 將軍 本·哈塞爾曼 (Ben Hasselman) （1898–1984）     | 1958年2月1日 | 1961年4月  | 3年2个月 | 荷蘭             | 荷蘭 |
| 2    | 阿道夫·海辛格 | 將軍 阿道夫·海辛格 (Adolf Heusinger) （1897–1982） | 1961年4月    | 1963年12月 | 2年8个月 | West German Army | 西德 |

### 北約軍事委員會 (1963–現在)
| 任次 | 照片                           | 北約軍事委員會主席                                                                 | 就职           | 离职           | 任职时间  | Defence branch     | 國籍   |
| ---- | ------------------------------ | ---------------------------------------------------------------------------------- | -------------- | -------------- | --------- | ------------------ | ------ |
| 1    | 阿道夫·海辛格                  | 將軍 阿道夫·海辛格 (Adolf Heusinger) （1897–1982）                                 | 1963年12月     | 1964年4月1日   | 4个月     | 西德陸軍           | 西德   |
| 2    | 查爾斯·保羅·德·庫蒙            | 少將 查爾斯·保羅·德·庫蒙 (Charles Paul de Cumont) （1902–1990）                    | 1 April 1964   | 1968年6月1日   | 4年2个月  | 比利时地面部队     | 比利时 |
| 3    | 奈杰爾·亨德森                  | 上将 奈杰爾·亨德森 (Nigel Henderson) （1909–1993）                                 | 1968年6月1日   | 1971年4月1日   | 2年10个月 | 英國皇家海軍       | 英国   |
| 4    | 約翰内斯·斯坦霍夫              | 將軍 約翰内斯·斯坦霍夫 (Johannes Steinhoff) （1913–1994）                          | 1971年4月1日   | 1974年6月28日  | 3年2个月  | 西德空軍           | 西德   |
| 5    | 彼得·希爾-諾頓                 | 上將 彼得·希爾-諾頓 (Peter Hill-Norton) （1915–2004）                              | 1974年6月28日  | 1977年3月20日  | 2年8个月  | 英國皇家海軍       | 英国   |
| 6    | 赫尔曼·弗雷德里克·塞纳-贡德森  | 將軍 赫尔曼·弗雷德里克·塞纳-贡德森 (Herman Fredrik Zeiner-Gundersen) （1915–2002） | 1977年3月20日  | 1980           | 1年       | 挪威               | 挪威   |
| 7    | 罗伯特·希尔伯恩·福尔斯         | 上將 罗伯特·希尔伯恩·福尔斯 (Robert Hilborn Falls) （1924–2009）                   | 1980           | 1983年11月     | 3年       | 加拿大皇家海軍     | 加拿大 |
| 8    | 科爾德雅格                     | 將軍 科爾德雅格 (Cor de Jager) （1925–2001）                                       | 1983年11月     | 1986年9月30日  | 2年10个月 | 荷蘭               | 荷蘭   |
| 9    | 沃爾夫岡·阿爾滕堡              | 將軍 沃爾夫岡·阿爾滕堡 (Wolfgang Altenburg) （1928–2023）                          | 1986年9月30日  | 1989年9月5日   | 2年11个月 | 西德陸軍           | 西德   |
| 10   | 維格萊克·艾德                  | 將軍 維格萊克·艾德 (Vigleik Eide) （1933–2011）                                    | 1989年9月5日   | 1992年12月31日 | 3年3个月  | 挪威               | 挪威   |
| 11   | 理查德·文森特                  | 陸軍元帥 理查德·文森特 (Richard Vincent) （1931–2018）                             | 1993年1月1日   | 1996年2月14日  | 3年1个月  | 英國陸軍           | 英国   |
| 12   | 克勞斯·瑙曼                    | 陸軍上將 克勞斯·瑙曼 (Klaus Naumann) （1939年出生）                                | 1996年2月14日  | 1999年5月6日   | 3年2个月  | 德國聯邦國防軍陸軍 | 德国   |
| 13   | 圭多·文圖羅尼                  | 海軍上將 圭多·文圖羅尼 (Guido Venturoni) （1934年出生）                            | 1999年5月6日   | 2002年6月30日  | 3年1个月  | 意大利海军         | 義大利 |
| 14   | 哈拉爾德·库雅特                | 空軍上將 哈拉爾德·库雅特 (Harald Kujat) （1942年出生）                             | 2002年7月1日   | 2005年6月17日  | 2年11个月 | 德國聯邦國防軍空軍 | 德国   |
| 15   | 雷蒙·埃诺                      | 空軍上將 雷蒙·埃诺 (Raymond Henault) （1949年出生）                                | 2005年6月17日  | 2008年6月27日  | 3年       | 加拿大皇家空軍     | 加拿大 |
| 16   | 詹保羅·迪保拉                  | 海軍上將 詹保羅·迪保拉 (Giampaolo Di Paola) （1944年出生）                         | 2008年6月27日  | 2011年11月18日 | 3年4个月  | 意大利海军         | 義大利 |
| –    | 沃爾特·E·加斯金                | 海軍陸戰隊中將 沃爾特·E·加斯金 (Walter E. Gaskin) （1951年出生）                   | 2011年11月18日 | 2012年1月2日   | 1个月     | 美国海军陆战队     | 美国   |
| 17   | 克努德·巴特爾斯                | 陸軍上將 克努德·巴特爾斯 (Knud Bartels) （1952年出生）                             | 2012年1月2日   | 2015年6月26日  | 3年5个月  | 丹麦皇家陆军       | 丹麦   |
| 18   | 彼得·帕維爾                    | 陸軍上將 彼得·帕維爾 (Petr Pavel) （1961年出生）                                   | 2015年6月26日  | 2018年6月29日  | 3年       | 捷克               | 捷克   |
| 19   | 史都華·彼奇                    | 空軍上將 史都華·彼奇 (Stuart Peach) （1956年出生）                                 | 2018年6月29日  | 2021年6月25日  | 2年11个月 | 英國皇家空軍       | 英国   |
| 20   | 羅布·鮑爾                      | 海軍上將 羅布·鮑爾 (Rob Bauer) （1962年出生）                                      | 2021年6月25日  | 2025年1月17日  | 3年6个月  | 荷蘭               | 荷蘭   |
| 21   | 朱塞佩·卡波·德拉戈內 | 海軍上將 朱塞佩·卡波·德拉戈內 (Giuseppe Cavo Dragone) （1957年出生）               | 2025年1月17日  | 現在           | 2个月     | 意大利海军         | 義大利 |